# Старопетрівський проїзд
Старопетрівський проїзд (рос. Старопетровский проезд) — проїзд, розташований в Північному адміністративному окрузі міста Москви на території Войківського району.

## Історія
Проїзд отримав назву у 1931 році у напрямку до колишнього села Петрівське. У 1939 році до складу Старопетрівського проїзду було включено Перший Старопетрівський проїзд, який отримав свою назву У 1935 році. 8 вересня 1950 року колишній Перший Старопетрівський проїзд у зв'язку зі зміною забудови був виділений зі Старопетрівського проїзду у нову вулицю, яка отримала назву Новопетрівська вулиця.

## Розташування
Старопетрівський проїзд проходить від Ленінградського шосе на північний схід, повертає під прямим кутом на північний захід (по колишній трасі проїзду на північний схід відходить Четвертий Новопідмосковний провулок ), потім знову повертає на північний схід, далі знову повертає під прямим кутом на північний захід (по колишній трасі проїзду на північний схід відходить Шостий Новопідмосковний провулок), далі знову повертає на північний схід і проходить до вулиці Клари Цеткін. Між Старопетрівським проїздом, Четвертим Новопідмосковним провулком, вулицею Зої і Олександра Космодем'янських і Ленінградським шосе розташований Парк імені Воровського, у північно-західній частині парку розташована прилегла до Старопетрівського проїзду Площа Ганецького. Нумерація будинків починається від Ленінградського шосе.

## Транспорт

### Автобус
- 90: Від Ленінградського шосе до вулиці Клари Цеткін і від вулиці Клари Цеткін до Четвертого Новопідмосковного провулку
- 114: Від Ленінградського шосе до вулиці Клари Цеткін і від вулиці Клари Цеткін до Четвертого Новопідмосковного провулку

### Метро
- Станція метро «Войківська» Замоскворецької лінії — біля південно-західного кінця проїзду, на Ленінградському шосе.

### Залізничний транспорт
- Станція Братцево Малого кільця Московської залізниці — північніше проїзду, на проектованому проїзді № 995 (руху пасажирських поїздів немає)
- Платформа Червоний Балтієць Ризького напряму Московської залізниці — на південний схід від проїзду, на вулиці Космонавта Волкова
- Платформа Ленінградська Ризького напрямку Московської залізниці — на південний захід від проїзду, на перетині Ленінградського шосе і Першого Войківського проїзду